# Fotoheterotrofie
Fotoheterotrofie is een bepaalde vorm van heterotrofie: de eigenschap van een organisme dat het niet zelf een bepaalde stof kan maken maar deze van een ander organisme moet betrekken (die deze dan vaak zelf heeft gemaakt). Bij fotoheterotrofie is het organisme niet in staat om met licht als energiebron zelf chemische energie op te slaan; deze moet hij verwerven door het eten van delen van andere organismen die of zelf fotoautotroof zijn of direct of indirect zelf fotoautotrofe organismen hebben gegeten. Het woord is een Oudgriekse afleiding: φῶς (phōs) betekent "licht", ἕτερος (heteros) "ander" en τροφή (trophē) "voedsel".
Het tegenovergestelde is dus fotoautotrofie.
Fotoheterotrofie komt voor bij enkele prokaryoten.

## Overzicht
| Energiebron     | Licht                   | foto-  |         |         | -troof |
| Energiebron     | Licht & redoxreactie    | mixo-  |         |         | -troof |
| Energiebron     | Redoxreactie            | chemo- |         |         | -troof |
| Elektronendonor | Organische verbinding   |        | organo- |         | -troof |
| Elektronendonor | Anorganische verbinding |        | litho-  |         | -troof |
| Koolstofbron    | Organische verbinding   |        |         | hetero- | -troof |
| Koolstofbron    | Anorganische verbinding |        |         | auto-   | -troof |